# Ottantotto (album)
Ottantotto è il nono album in studio del gruppo musicale Tazenda, pubblicato nel 2012 dalla Vida Records.

## Descrizione
L'album si presenta meno sperimentale e più vicino alla musica pop rispetto ai precedenti lavori della band sarda. Gino Marielli, autore dei brani, ha dichiarato:
Il titolo dell'album è tratto dalla traccia 88, chiamata così in riferimento ai bpm del brano.

## Tracce
Testi e musiche di Gino Marielli.
1. Bennennida – 3:38
2. Tre piccoli avvoltoi – 4:22
3. Perdera o Costera – 3:52
4. Ischidados – 2:50
5. Sa luna noa – 3:27
6. Mielacrime – 3:49
7. Vengo da un altro mondo – 3:43
8. 88 – 3:28
9. Trenos de iberru – 3:43
10. God save Maria (feat. Mamoiada) – 4:53
11. Il mostro e la libellula – 1:58
12. Traos – 3:51

## Formazione
Tazenda
- Beppe Dettori – voce
- Gigi Camedda – voce secondaria, cori, programmazione, tastiera, pianoforte, organo Hammond, moog bass, programmazione
- Gino Marielli – chitarra, cori, tastiera, programmazione, honky piano, cajón, hardtune

Altri musicisti
- Massimo Cossu – chitarra
- Paolo Costa – basso
- Massimo Canu – basso
- Lele Melotti – batteria
- Marco Garau – batteria
- Marco Camedda – tastiera